# 一番太刀
一番太刀（いちばんたちうち）とは、合戦に於ける勲功の一種である。合戦で太刀(刀剣類)で先陣を切り勝利した者に与えられる。
太刀とあるが長巻はもちろん、長柄武器である薙刀で行った場合もこれに含まれる。戦国大名の島津氏などでは太刀始めと呼ばれた。
当初は第一の勲功であったが、時代が下るにつれ一番槍に取って代わられていった。